# Navigation sociale

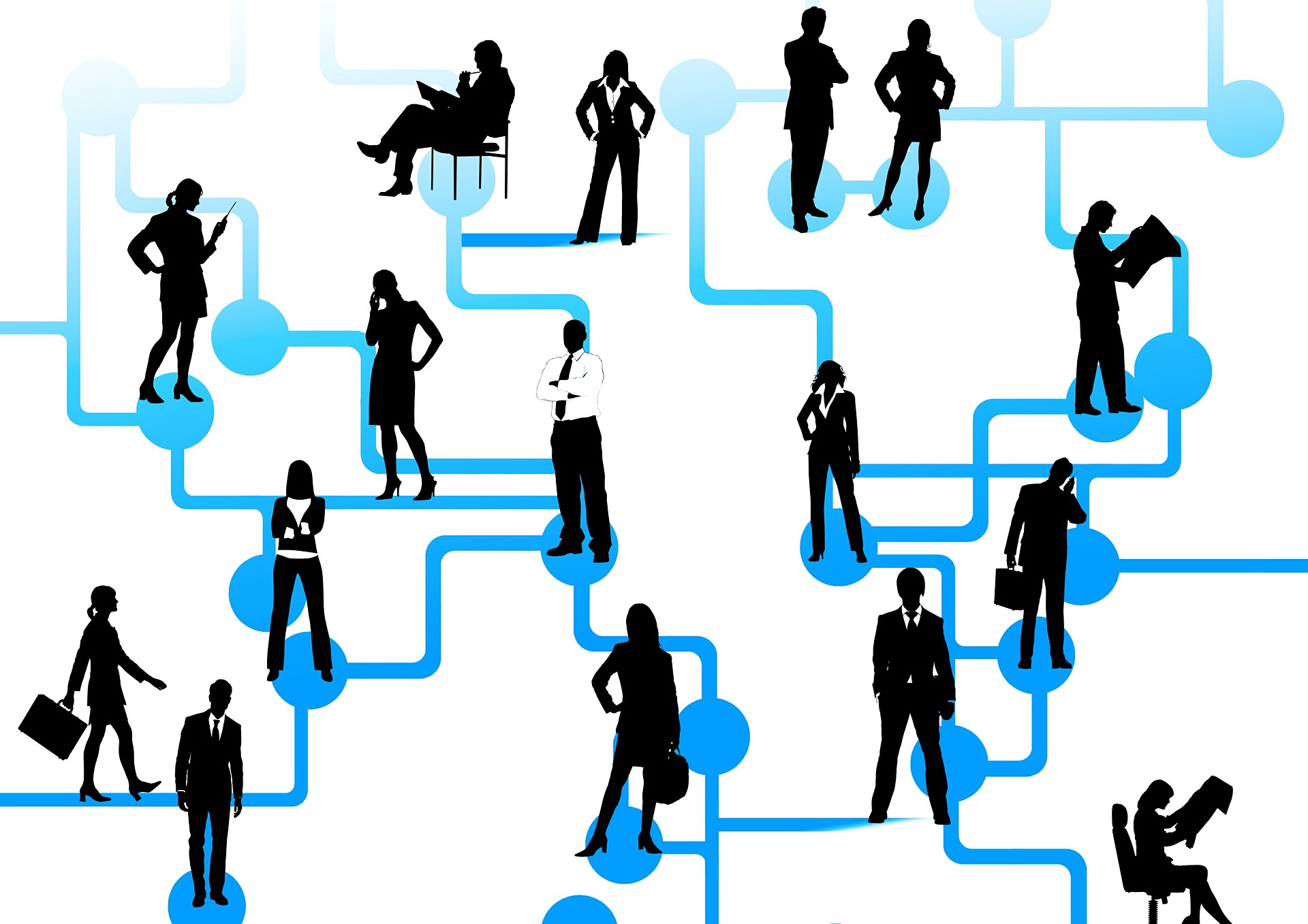
Illustration de la navigation social en réseau

La navigation sociale (social navigation en anglais) sur Internet est une manière de naviguer en prenant en compte l'avis des autres. 
Ce concept est issu d'une réflexion de Paul Dourish et Matthew Chalmers en 1994 (cf. bibliographie) où ces auteurs développent trois modèles de navigation dans un espace d’information :
- la navigation spatiale ;
- la navigation sémantique ;
- la navigation sociale.

Ces trois modèles ne s’excluent pas et entrent souvent en interactions.
Le modèle de navigation sociale privilégie les interactions humaines et la recommandation. C'est une technique relationnelle qui juge d’une information en tenant compte de sa notoriété ou de la notoriété de l'auteur qui donne l'information. Ceci permet « à celui qui veut engager une recherche sur Internet, de bénéficier des recherches et des parcours effectués auparavant par d’autres internautes » (Boullier).
Il existe deux grands styles de navigation sociale : 
- la navigation sociale directe (par le biais notamment des échanges quotidiens, des rencontres, des listes de discussion, etc.) ;
- la navigation sociale indirecte (en prenant par exemple un guide, en tenant compte de l'avis d'un journal, etc.).

Les principes de la navigation sociale peuvent être trouvés chez Michel de Certeau et Luce Giard dans L'Ordinaire de la communication (1983) lorsque ces auteurs montrent que pour trouver une information, la solution qui consiste à faire appel à des experts n'est pas la seule pratiquée. Elle s'appuie sur une distance sociale maximale, sur la légitimité du spécialiste, sur des autorités. Les pratiques, qui constituent l'angle d'attaque privilégiée des auteurs, révèlent que l'on peut tout aussi bien chercher la même information auprès d'un ami, d'un voisin, d'un membre de sa famille, qui présentent tous l'avantage de la proximité sociale. Ce seul trait suffira à valider leurs informations, car elles seront exprimées dans les termes d'une culture et d'une expérience partagées. 